# Диакритические знаки
Диакрити́ческие зна́ки (др.-греч. διακριτικός — «служащий для различения», от др.-греч. κριτικός — «способный различать»):
- в лингвистике — различные надстрочные, подстрочные, реже внутристрочные знаки, применяемые в буквенных (в том числе консонантных) и слоговых системах письма не как самостоятельные обозначения звуков, а для изменения или уточнения значения других знаков;
- в типографике — элементы письменности, модифицирующие начертание знаков и обычно набираемые отдельно[1].

Иногда дополнительно требуют, чтобы диакритические знаки были меньшего размера, чем буквы.
Система диакритических знаков какой-либо письменности или текста также называется диакри́тикой.
В некоторых случаях с одной буквой могут употребляться одновременно два, три или даже четыре диакритических знака: ặ, ṩ, ᶑ, ᾧ.
Огласовки в консонантных системах письма (например, в иврите, арабском и сирийском языках), по внешнему виду близкие к диакритическим знакам, по смыслу являются скорее особой разновидностью букв.
К использованию диакритик прибегают в том случае, если букв алфавита не хватает для передачи всех звуков речи или же для различения значений. Основной заменой диакритикам при звукоразличении служат сочетания двух (диграфы), трёх (триграфы) и более букв для обозначения одного звука: так, например, звук [ʃ] передаётся буквой š в ряде языков, диграфом ch во французском и португальском языках, sh в английском, или триграфом sch в немецком. 
Существуют алфавиты, в которых использование диакритических знаков не столь распространено (русский) или почти не используются (английский). В некоторых случаях наблюдается склонность к вытеснению диакритизованных букв диграфами (немецкий: ö → ое в печатном тексте и компьютеризации, однако с развитием поддержки умлаутов это явление почти полностью сошло на нет).

## Диакритические знаки в разных языках

### Языки с письменностью на латинице
Диакритики широко используются в языках, записываемых латинским алфавитом. Это связано с тем, что в классическом латинском языке не было шипящих звуков, носовых гласных, палатализованных (смягчённых) согласных, которые имелись или развились в других языках, особенно неродственных латыни. Так, если в итальянском возможна передача шипящих исключительно расположением букв (например, в слове città читта — «город» сочетание c+i всегда передаёт ч), то в других языках, не связанных с латынью, это невозможно. 
В португальском и французском языках сильной диакритизации подвергаются гласные буквы (ê, è, ë, ï, ã) — как звуко- и смыслоразличительной, так и чисто этимологической: île < лат. insula «остров». 
В романских языках имеется и особый диакритизованный согласный ç, в испанском — буква ñ, возникшая в результате надстрочного «двухэтажного» написания двух букв nn в латинских словах типа annum > anno > año «год».

### Литовский язык
В литовском алфавите имеется 12 гласных букв, обозначающих гласные звуки. В дополнение к стандартным латинским буквам используются диакритические знаки для обозначения долгих (ilgoji: y, ū) и носовых (nosinė: ą, ę, į, ų — обозначаются огонэком) гласных, оставшихся со времени, когда эти буквы произносились в нос, как некоторые гласные в современном польском. Эти изменённые гласные (кроме ė), в современной разговорной речи никак не выделяются по звучанию относительно основных гласных и несут, в основном, историческую нагрузку в письменности.
| Прописные | A | Ą  | E | Ę  | Ė  | I | Į  | Y  | O | U | Ų  | Ū  |
| Строчные  | a | ą  | e | ę  | ė  | i | į  | y  | o | u | ų  | ū  |
| МФА       | a | aː | ɛ | ɛː | eː | i | iː | iː | o | u | uː | uː |

## Классификация
Диакритические знаки можно классифицировать различными способами.
1. По месту начертания: надстрочные, подстрочные, внутристрочные.
2. По способу начертания: свободно приставляемые к основному знаку или требующие изменить и его форму.
3. По фонетико-орфографическому значению (классификация неполная и категории не взаимоисключающие):
  - знаки, имеющие фонетическое значение (влияющие на произношение):
    - знаки, придающие букве новое звуковое значение, отличное от обычного алфавитного (например, чешские č, ř, ž);
    - знаки, уточняющие варианты произношения какого-либо звука (например, французские é, è, ê);
    - знаки, указывающие на то, что буква сохраняет своё стандартное значение в таком окружении, когда её звучание должно меняться (например, французские же ï);
    - просодические знаки (уточняющие количественные параметры звука: длительность, силу, высоту и т. п.):
      - знаки долготы и краткости гласных (например, древнегреческие ᾱ, ᾰ);
      - знаки музыкальных тонов (например, китайские ā, á, ǎ, à, a);
      - знаки ударения (например, греческие «острое», «тяжёлое» и «облечённое» ударения: ά, ὰ, ᾶ);

  - знаки, имеющие только орфографическое значение, но не влияющие на произношение:
    - знаки, позволяющие избегать омографии (например, в церковнославянском различаются твор. пад. ед. числа «ма́лымъ» и дат. пад. множ. числа «мâлымъ»; в испанском si «если» и Sí «да»);
    - знаки, ничего не обозначающие и использующиеся по традиции (например, придыхание в церковнославянском, которое всегда пишется над первой буквой слова, если та — гласная);

  - знаки иероглифического значения (считаются диакритическими только с позиций типографики):
    - знаки, указывающие на сокращённое или условное написание (например, титла в церковнославянском);
    - знаки, указывающие на применение букв для других целей (те же титла в кириллической записи чисел).
4. По формальному статусу:
  - знаки, с помощью которых образуются новые буквы алфавита (в западной терминологии их иногда называют модификаторами, а не собственно диакритическими знаками);
  - знаки, сочетания букв с которыми не считается отдельной буквой (такие диакритические знаки обычно не влияют на порядок алфавитной сортировки).
5. По обязательности использования:
  - знаки, отсутствие которых делает текст орфографически неверным, а иногда и нечитаемым,
  - знаки, используемые только в особых обстоятельствах: в книгах для начального обучения чтению, в священных текстах, в редких словах с неоднозначным чтением и т. п.

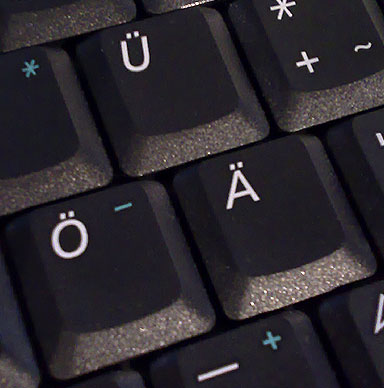
Буквы с умляутами на немецкой клавиатуре

При необходимости (например, в случае технических ограничений) диакритический знак может опускаться, иногда со вставкой или заменой букв слова.
Одинаково выглядящие диакритические знаки могут иметь разное значение, название и статус в различных языках и системах письма.
Отнесение того или иного элемента графической системы к диакритическим знакам в большой мере условно. Так, в современной русской письменности можно найти «диакритические знаки» разной бесспорности (от абсолютной до почти нулевой):
- ударения — ставятся только в редких случаях и не образуют новых букв;
- две точки над «ё» — образует новую букву, но часто опускается;
- кратка над «й» — образует новую букву и никогда не опускается;
- надчёркивание и подчёркивание похоже выглядящих при письме от руки букв т (т) и ш (ш);
- буква «ь» как таковая (может рассматриваться как диакритический знак при предыдущей согласной);
- хвостик у «щ» — является неотъемлемой частью буквы, но может быть воспринят как диакритический знак при формальном анализе и сравнении букв алфавита.

## Основные диакритические знаки
| Описание, код | Пример                      | Возможное использование |
| Неслитные надстрочные знаки | Неслитные надстрочные знаки | Неслитные надстрочные знаки |
| --- | --------------------------- | --- |
| /-образный штрих над буквой U+0301 | á                           | 1. Острое ударение — диакритический значок над буквой, используемый в греческом, романских, славянских и мн. др. языках. Для обозначения именно «острого ударения» как явления в других языках в русском можно встретить сразу несколько терминов, например, 1) акут (< лат. acutus — «острый»), 2) окси́я (от др.-греч. ὀξεῖα), 3) аксантегю́ (от фр. accent aigu — дословно «острое ударение»). 2. В русском языке используется термин «ударение» («знак ударения»), что связано с наличием всего одного вида ударения в языке (усиление голосом тона гласного звука, на который падает ударение). Используется в учебной литературе, словарях, либо для разрешения неясности (например, «бо́льшим»).                                              |
| /-образный штрих над буквой U+0301 | ń, ѓ                        | черта (пол. kreska («крэ́ска» — черта, линия)) в польском обозначает специфическое смягчение согласных, а над ó — произношение как [u]; то же смягчающее значение используется в лужицких, хорватском, македонском и некоторых других языках |
| /-образный штрих над буквой U+0301 | á                           | в чешском, словацком, древнеисландском на латинице и венгерском — показатель долготы гласных |
| /-образный штрих над буквой U+0301 | á                           | в транскрипции пиньинь китайского языка над гласным обозначает восходящий тон |
| \-образный штрих над буквой U+0300 | à                           | тяжёлое ударение: др.-греч. βᾰρεῖα, ц.-сл. вария, лат. gravis (гравис), фр. accent grave, англ. grave; используется в греческом (политоническая орфография), романских (прежде всего во французском), южнославянских и мн. др. языках |
| \-образный штрих над буквой U+0300 | à                           | в транскрипции пиньинь китайского языка над гласным обозначает нисходящий тон |
| надстрочное двоеточие U+0308 | ë, ï, ü                     | знак раздельного чтения буквосочетаний: греч. diaeresis или dialytika, греч. и фр. trema (трема); используется в греческом, романских и некоторых других языках (иногда даже в английском) |
| надстрочное двоеточие U+0308 | ä, ö, ü                     | умляут — знак немецкой и некоторых других германских письменностей, указывающий на изменившееся («смягчившееся») произношение некоторых гласных; заимствован также некоторыми другими языками (например, финским, эстонским, венгерским, турецким и словацким) |
| надстрочное двоеточие U+0308 | ё                           | двоеточие входит в состав русской (и белорусской) буквы «ё» |
| надстрочное двоеточие U+0308 | ї                           | двоеточие входит в состав украинской буквы «ї» [йи] |
| надстрочное двоеточие U+0308 | ї, ѷ                        | в церковнославянском кендема, то есть две точки (либо два штриха // или \\, что было равнозначно), ставится над буквой i и ижицей (ѵ) в том случае, когда они читаются как [и] и не имеют на себе других надстрочных знаков (ударения или придыхания) |
| надстрочное двоеточие U+0308 | ӥ                           | в фонетической транскрипции русского текста: изменение гласного, вызванное положением между мягкими согласными |
| шапочка над буквой (^-образная: U+0302, круглая: U+0311, ст.-сл. знак мягкости: U+0484, над парой букв: U+0361) ( ̑ ) перевёрнутая кратка или перевёрнутый бревис: Ȃ, Ȇ, Ȋ        | â, ê, û…                    | облечённое ударение: др.-греч. περισπασμός, ц.-сл. камора, лат. circumflexus (циркумфлекс), фр. accent circonflexe, англ. circumflex; используется в греческом (политоническая орфография), романских (прежде всего во французском), сербском, ц.-сл. и мн. др. языках; в классических языках шапочка обычно круглая или даже (в греческом) в форме тильды (см. ниже), во французском, иногда в сербском — заострённая. |
| шапочка над буквой (^-образная: U+0302, круглая: U+0311, ст.-сл. знак мягкости: U+0484, над парой букв: U+0361) ( ̑ ) перевёрнутая кратка или перевёрнутый бревис: Ȃ, Ȇ, Ȋ        | â                           | в латинской транслитерации персидского языка обозначает долгий гортанный ɑ |
| шапочка над буквой (^-образная: U+0302, круглая: U+0311, ст.-сл. знак мягкости: U+0484, над парой букв: U+0361) ( ̑ ) перевёрнутая кратка или перевёрнутый бревис: Ȃ, Ȇ, Ȋ        | ĉ, ĝ, ĥ, ĵ, ŝ               | в языке эсперанто надстрочный символ ^ официально называется «циркумфлекс» (эсп. «cirkumflekso»), неофициально — «шапочка» (эсп. «ĉapelo»); модифицирует чтение соответствующих согласных без «шапочки» так, что они читаются соответственно как русские ч, дьжь, х, ж и ш (приблизительно) |
| шапочка над буквой (^-образная: U+0302, круглая: U+0311, ст.-сл. знак мягкости: U+0484, над парой букв: U+0361) ( ̑ ) перевёрнутая кратка или перевёрнутый бревис: Ȃ, Ȇ, Ȋ        | î                           | в румынском языке острая шапочка над â и î означает их чтение как [ы] |
| шапочка над буквой (^-образная: U+0302, круглая: U+0311, ст.-сл. знак мягкости: U+0484, над парой букв: U+0361) ( ̑ ) перевёрнутая кратка или перевёрнутый бревис: Ȃ, Ȇ, Ȋ        | ê, ŝ                        | в некоторых системах латинской транслитерации кириллицы через ê может передаваться буква «э», а через ŝ — буква «щ» |
| шапочка над буквой (^-образная: U+0302, круглая: U+0311, ст.-сл. знак мягкости: U+0484, над парой букв: U+0361) ( ̑ ) перевёрнутая кратка или перевёрнутый бревис: Ȃ, Ȇ, Ȋ        | ж͡дж                         | в некоторых системах транскрипции круглая шапочка над группой букв обозначает их слитное произношение (аффрикату) |
| шапочка над буквой (^-образная: U+0302, круглая: U+0311, ст.-сл. знак мягкости: U+0484, над парой букв: U+0361) ( ̑ ) перевёрнутая кратка или перевёрнутый бревис: Ȃ, Ȇ, Ȋ        | л̑                           | в старославянском круглая шапочка над согласной (иногда несколько смещённая вправо) означает её мягкость |
| шапочка над буквой (^-образная: U+0302, круглая: U+0311, ст.-сл. знак мягкости: U+0484, над парой букв: U+0361) ( ̑ ) перевёрнутая кратка или перевёрнутый бревис: Ȃ, Ȇ, Ȋ        | â, î, û                     | В турецком шапочка (тур. düzeltme işareti, «знак поправки») над гласной в арабских и персидских заимствованиях обозначает долгий гласный или мягкость предыдущего звука g или k. Также может обозначать мягкость предшествующего l в топонимах и антропонимах. |
| «птичка» над буквой U+030C | ž, ě                        | крючок (гачек, чеш. háček) — знак чешской письменности, отмечающий шипящие и мягкие согласные, а также сильно смягчающее произношение буквы ě (обычно соответствующее старому славянскому ятю); над некоторыми буквами может для красоты выглядеть как почти прилипший апостроф: Ľ, ď и т. п.; заимствован в некоторые другие письменности (в хорватской использовался в обоих значениях); используется в некоторых системах латинской транслитерации русской и других кириллиц. В английском компьютерном сленге с 1980-х годов для этого знака появилось название caron неясного происхождения (caret + macron?, carom + on?, лат. corona?), которое впоследствии расползлось в другие языки и официальные документы (вроде стандарта Юникода). |
| «птичка» над буквой U+030C | ž                           | обозначает звук ж в некоторых финно-угорских, балтийских и славянских языках |
| «птичка» над буквой U+030C | š                           | обозначает звук ш в некоторых финно-угорских, балтийских и славянских языках |
| «птичка» над буквой U+030C | č                           | обозначает звук ч в некоторых финно-угорских, балтийских и славянских языках |
| «птичка» над буквой U+030C | ǎ                           | в транскрипции пиньинь китайского языка над гласным обозначает нисходяще-восходящий тон |
| «птичка» над буквой U+030C | ѯ                           | крючок входит в состав старославянской буквы «Ѯ» (Кси). |
| // над буквой U+030B | ő, ű                        | «венгерский умляут»: ő и ű означают долгие варианты звуков, выражаемых буквами ö и ü |
| // над буквой U+030B | ѵ̋                           | в церковнославянском: шрифтовой вариант начертания ѵ̈ |
| \\ над буквой U+030F | и̏                           | в сербском: краткое нисходящее ударение |
| \\ над буквой U+030F | ѷ                           | в церковнославянском: шрифтовой вариант начертания ѵ̈ (для ижицы самый распространённый, а вот ї чаще рисовали с точками или вертикальными штрихами) |
| надстрочный кружок U+030A | å                           | в некоторых скандинавских языках через å обозначается долгое [a], перешедшее в [o]; прописное Å — обозначение ангстремов |
| надстрочный кружок U+030A | ů                           | в чешском языке с помощью кружка (чеш. kroužek) через ů обозначается долгое [u:], произошедшее от дифтонга uo * ( ° ) кружочек сверху или снизу (чеш. kroužek): Å, Ů, Ḁ |
| надстрочная точка U+0307 | i, j                        | (англ. tittle) входит в состав строчных букв i и j большинства языков с латинской и некоторых с кириллической письменностью (при добавлении любого другого надстрочного знака точка обычно удаляется); в некоторых тюркских языках (например, в турецком) различаются буква i с точкой (по-турецки читается как [и]) и без точки (читается как [ы]), причём это различие сохраняется и для прописных букв |
| надстрочная точка U+0307 | ż                           | шипящие согласные в старой чешской письменности, буква ż в нынешнем польском языке |
| надстрочная точка U+0307 | ė                           | в литовском языке |
| надстрочная точка U+0307 | ṁ                           | латинская транслитерация санскрита (через ṁ в разных системах могут изображаться как анунасика, так и анусвара, но последняя может быть и ṅ) |
| надстрочная точка U+0307 | ḃ, ḋ, ḟ, ṁ, ṗ, ṫ            | ранее использовались в ирландском и других гойдельских языках, точка над согласной обозначала леницию. В современной орфографии лениция обозначается добавлением буквы Hh. |
| точка слева над буквой |                             | в фонетической транскрипции русского текста: изменение гласного, вызванное положением после мягкого согласного |
| точка справа над буквой U+0358 | a͘                           | в фонетической транскрипции русского текста: изменение гласного, вызванное положением перед мягким согласным |
| тильда над буквой U+0303 (в греческом U+0342) | ã                           | в некоторых система транскрипции тильда (происходящая от надстрочных n и m) над гласными означает их носовое произношение; в этом значении она используется также и в португальском языке |
| тильда над буквой U+0303 (в греческом U+0342) | ñ                           | в испанском ñ — мягкое [нь] |
| тильда над буквой U+0303 (в греческом U+0342) | õ                           | обозначает звук ы в эстонском языке |
| тильда над буквой U+0303 (в греческом U+0342) | ᾶ                           | в политонической греческой орфографии тильда — шрифтовой вариант круглой шапочки (см. выше про «облечённое ударение») |
| черта над буквой U+0304 | ā                           | основное значение (идущее от древнегреческого и латыни) — указание на долготу гласных (и слогообразующих согласных); иногда используется греческое название макрон |
| черта над буквой U+0304 | ā                           | в транскрипции пиньинь китайского языка над гласной обозначает ровный тон |
| U-образный надстрочный знак U+0306 Ӑ, Ӂ, Ŭ | ă                           | основное значение (идущее от древнегреческого и латинского языков) — указание на краткость гласных; лат. brevis (бревис), англ. breve |
| U-образный надстрочный знак U+0306 Ӑ, Ӂ, Ŭ | й                           | в славянских кириллицах означает неслоговой характер гласных и их переход в согласные; ц.-сл. и рус. название — краткая (c конца XIX века в словарях также кратка). Входит в состав букв й, ў (используется в белорусском языке) и нек. др. В современных кириллических шрифтах обычно изображается не так, как в греческих и латинских. |
| U-образный надстрочный знак U+0306 Ӑ, Ӂ, Ŭ | ӂ                           | в молдавской кириллице советских времён буква «ӂ» означала аффрикату [дж] |
| U-образный надстрочный знак U+0306 Ӑ, Ӂ, Ŭ | ğ                           | в турецком через ğ обозначается звук, близкий к белорусскому г, а в некоторых диалектах доходящий до полного исчезновения |
| U-образный надстрочный знак U+0306 Ӑ, Ӂ, Ŭ | ŭ                           | в языке эсперанто U-образный надстрочный знак, неофициально называемый «ванночка» (эсп. «kuveto»), трансформирует гласный u в неслоговый звук, близкий к английскому w, используемый практически исключительно в дифтонгах aŭ и eŭ, например: «aŭroro» («заря»), «Eŭropo» («Европа») |
| надстрочная запятая | ģ                           | в латышском языке буква g с надстрочной запятой обозначает палатальный согласный /ɟ/ |
| (-образный знак греч.: U+0314, кир.: U+0485 | ὡ, ῥ                        | густое придыхание (часто соответствует начальному h- в интернационализмах): др.-греч. δᾰσεῖα, ц.-сл. дасия, лат. spiritus asper; использовалось в политонической греческой орфографии и в некоторых старых вариантах церковнославянского |
| )-образный знак греч.: U+0313, кир.: U+0486 | ὀ, ὠ                        | тонкое придыхание: др.-греч. πνεῦμα ψιλόν, также ψιλή, ц.-сл. духъ, также псили или звательце, лат. spiritus lenis; используется в политонической греческой орфографии и в церковнославянском (ничего не обозначает, ставится над начальной гласной слов) |
| надстрочная вертикальная черта | n̍                           | |
| хвостик сверху U+0309 | ả                           | вьетнамский знак одного из музыкальных тонов (вьет. dấu hỏi) |
| титло U+0483 | а҃                           | старо- и церковнославянский знак для указания сокращённых написаний слов и для буквенной записи чисел |
| апостроф | н'                          | в некоторых системах фонетической транскрипции: знак мягкости согласных: любить = [л’уб’ит'] или [l’ub’it'], а в некоторых наоборот (например, в украинском языке) — твёрдости (но иногда и мягкости тоже). |
| Неслитные подстрочные знаки |                             | |
| подстрочная точка U+0323 | ḥ                           | различные системы транскрипции и транслитерации (семитских языков, языков Индии и др.); подстрочная точка может обозначать слогообразующие согласные (ṛ, ḷ), церебральные согласные (ḍ, ṭ, ṇ), анунасику с анусварой и др. |
| подстрочная запятая U+0326 | ț                           | свистящие и шипящие в румынском языке (ș, ț) ̦ ) запятая снизу: Ș, Ț, Ḑ |
| подстрочная запятая U+0326 | ķ                           | мягкие согласные в латышском (Ģ, ķ, ļ, ņ) и ливском (ḑ, ļ, ņ, ŗ, ț) языках; при строчной букве g переворачивается и становится надстрочным знаком: ģ |
| подстрочный кружок U+0325 | r̥                           | в некоторых системах транскрипции (например, в реконструкции индоевропейского или праславянского языка) кружок под согласной обозначает её слоговой характер |
| «чашка» под несколькими буквами U+035C | t͜s                          | в некоторых системах фонетической транскрипции знак ͜ под буквосочетанием означает его слитное произношение — аффрикативность |
| «шапочка» под буквой U+032F | u̯                           | в некоторых системах фонетической транскрипции: неслоговой звук |
| подчёркивание U+0331 | a̱                           | в словарях может обозначать ударение |
| вертикальная черта под буквой | n̩                           | |
| «птичка» под буквой U+032C | s̬                           | в МФА — знак звонкости |
| подстрочная тильда | Ḛ                           | |
| йота подписная U+0345 | ᾳ                           | в древнегреческом |
| Слитные надстрочные знаки |                             | |
| рожок направо и вверх U+031B | ơ                           | используется во вьетнамском языке |
| апостроф слитно U+0491 | ґ                           | используется в украинском языке для выделения взрывного г (в отличие от обычного щелевого г, принятого в украинском). Также используется как факультативная буква в белорусской тарашкевице. |
| Слитные подстрочные знаки |                             | |
| седиль U+0327 | ç                           | происходит из испанского языка (исп. zedilla [седи́лья] — «маленькое „z“»), но ныне там не используется; наиболее известно по употреблению во французском (фр. cédille [седи́й]), ставится под c в том случае, когда у этой буквы надо обозначить произношение [s] вместо [k]: façade [фасад]; используется также в некоторых других языках под разными буквами и с разным значением (так, в турецком буквы c, ç, s, ş обозначают соответственно звуки [дж], [ч], [с] и [ш]) |
| c-образный хвостик U+0328 | ę                           | происходит из средневековой латинской письменности, где знак ę был компактной заменой для лигатуры æ; оттуда заимствован польской письменностью и получил название ogonek [ого́нэк] = «хвостик»; в польском используется в буквах носовых гласных ą и ę. Из польского заимствован другими языками (в частности, литовским), применяется при различных буквах |
| хвостик как у ц или щ | ҷ, ӌ                        | использовался в 1930-е годы и позже при создании кириллических письменностей для различных языков СССР; обычно шёл вправо и вниз, но иногда влево и вниз |
| Слитные внутристрочные знаки |                             | |
| горизонтальный штрих короткий: U+0335, длинный: U+0336 перечёркивание может быть вертикальным, горизонтальным и диагональным, а также длинным и коротким: Ғ, Ҟ, Ҝ, Ө, Ҹ, Ұ, Ҏ; Ȼ | đ                           | во вьетнамском языке — буква «д» |
| диагональный штрих короткий: U+0337, длинный: U+0338 | ø                           | в датском, норвежском, фарерском ø означает то же, что в немецком, шведском, исландском ö |
| диагональный штрих короткий: U+0337, длинный: U+0338 | ł                           | ł — польское несмягчённое [л], переходящее в неслоговое [у]; перечёркивание обычно наклонное, но в декоративных шрифтах может быть горизонтальным, в виде тильды и т. п.; при письме от руки вместо перечёркивания ставят тильду сверху |
| вертикальный штрих строчная: U+049C, заглавная: U+049D | Ҝ                           | Ҝ — 15-я буква азербайджанского кириллического алфавита. Обозначает звонкий палатальный взрывной согласный [ɟ] |
| тильда посередине | ɫ                           | |

Хвостики:
- Седиль: A̧, Ķ, Г̧
- Огонэк: M̨, Ǫ
- Крюк: Ƙ, Ⱳ, Ƈ
  - Крюк сверху: Ẻ, Ỉ
  - Крюк посередине: Ԣ, Ҧ
  - Крюк снизу: Ƒ, Ɱ, Ԓ
    - Крюк влево снизу: Ɲ, Ԩ

  - Палатальный крюк: ᶋ, ᶍ
  - Ретрофлексный крюк: Ʈ, ƺ
  - Рыболовный крюк: ʮ, ɾ
  - Ротический крюк: ɚ, ɝ
  - Внутренний крюк:
- Завиток: ɕ, ʥ
- Перекрещивающий букву хвостик: Ʝ, ꬺ
- Рожок: Ơ, Ư
- Нижний выносной элемент: Ⱨ, Ꞑ, Ⱬ, Ң, Ҫ, Ҿ, Ҷ, Ӌ

### В кириллице
- акут: А́ а́, Е́ е́, Ё́ ё́, Ѓ ѓ, И́ и́, Ќ ќ, О́ о́, Р́ р́, У́ у́, Э́ э́, Ю́ ю́, Я́ я́;
- гравис: Ѝ ѝ;
- апостроф: К’ Ӄ’ П’ Т’ Чʼ;
- двойной акут: Ӳ ӳ;
- двойной гравис: Ѷ ѷ;
- горизонтальный штрих: Ғ ғ, Ҟ ҟ, Ө ө, Ұ ұ;
- вертикальная черта: Ҏ ҏ, Ҝ ҝ, Ҹ ҹ;
- кратка: Й й, Ҋ ҋ, Ў ў, Ӂ ӂ, Ӑ ӑ, Ӗ ӗ;
- перевёрнутая кратка (камора): о̑;
- гачек: Р̌ р̌;
- кошка: Җ җ, Қ қ, Ң ң, Ҭ ҭ, Ҳ ҳ, Ҷ ҷ, иногда как седиль или огонэк: Ҙ ҙ, Ҿ ҿ, Ҫ ҫ;
- крюк: Ҧ ҧ, Ӈ ӈ, Ҕ ҕ, Ӄ ӄ;
- дася: o҅ o҆;
- флагшток[фр.]: Ґ ґ;
- макрон: А̄ а̄, Е̄ е̄, Ӣ ӣ, О̄ о̄, Ӯ ӯ, Ы̄ ы̄, Э̄ э̄, Ю̄ ю̄, Я̄ я̄;
- точка сверху: Г̇ г̇, С̇ с̇, Э̇ э̇;
- покрытие[фр.]: ◌҇
- знак палатализации[фр.]: o҄;
- хвостик[фр.]: Ӆ ӆ, Ӊ ӊ, Ӎ ӎ;
- титло: Ѽ o҃;
- диерезис: Ӓ ӓ, Ё ё, Ї ї, Ӝ ӝ, Ӛ ӛ, Ӟ ӟ, Ӧ ӧ, Ӭ ӭ, Ӱ ӱ, Ӵ ӵ, Ӹ ӹ, Ӥ ӥ;
- умлаут и макрон: Ӓ̄ ӓ̄, Ё̄ ё̄;

| Верхний регистр | Нижний регистр | Язык(и) |
| --------------- | -------------- | --- |
| Ӑ               | ă              | чувашский |
| Ӓ               | ä              | |
| Ѓ               | ѓ              | македонский |
| Ќ               | ќ              | македонский |
| Ӳ               | ӳ              | чувашский |
| Ѷ               | ѷ              | |
| Ғ               | ғ              | узбекский, азербайджанский, башкирский                                                                           |
| Ҟ               | ҟ              | абхазский |
| Ө               | ө              | казахский, монгольский                                                                                           |
| Ұ               | ұ              | казахский |
| Ҝ               | ҝ              | азербайджанский                                                                                                  |
| Ҹ               | ҹ              | азербайджанский                                                                                                  |
| Й               | й              | русский, украинский, белорусский, болгарский, абхазский, чувашский, казахский, монгольский, бурятский, калмыцкий |
| Ѝ               | ѝ              | болгарский |
| Ҋ               | ҋ              | кильдинский саамский                                                                                             |
| Ў               | ў              | узбекский, чувашский, белорусский                                                                                |
| Ӂ               | ӂ              | молдавский |
| Ӗ               | ĕ              | чувашский |
| Ҙ               | ҙ              | башкирский |
| Җ               | җ              | татарский, калмыкский                                                                                            |
| Қ               | қ              | узбекский, абхазский, таджикский, казахский                                                                      |
| Ң               | ң              | башкирский |
| Ҭ               | ҭ              | абхазский |
| Ҳ               | ҳ              | абхазский |
| Ҷ               | ҷ              | абхазский |
| Ҧ               | ҧ              | абхазский |
| Ӈ               | ӈ              | хантыйский, чукотский, ненецкий                                                                                  |
| Ҕ               | ҕ              | абхазский, якутский                                                                                              |
| Ӄ               | ӄ              | хантыйский, чукотский                                                                                            |
| Ґ               | ґ              | украинский |
| Ӣ               | ӣ              | |
| Ӯ               | ӯ              | |
| Ҿ               | ҿ              | абхазский |
| Ҫ               | ҫ              | башкирский, чувашский                                                                                            |
| Ӆ               | ӆ              | кильдинский саамский язык                                                                                        |
| Ӊ               | ӊ              | кильдинский саамский язык                                                                                        |
| Ӎ               | ӎ              | кильдинский саамский язык                                                                                        |
| Ѽ               | ѽ              | |
| Ё               | ë              | белорусский, русский, чувашский, казахский, монгольский                                                          |
| Ї               | ï              | украинский |
| Ӝ               | ӝ              | удмуртский |
| Ӛ               | ӛ              | |
| Ӟ               | ӟ              | |
| Ӧ               | ö              | |
| Ӭ               | ӭ              | кильдинский саамский язык                                                                                        |
| Ӱ               | ӱ              | |
| Ӵ               | ӵ              | |
| Ӹ               | ӹ              | |
| Ӥ               | ӥ              | |
| Ҏ               | ҏ              | кильдинский саамский язык                                                                                        |
| Є               | є              | украинский |
| І               | і              | украинский, белорусский                                                                                          |
| Ѳ               | ѳ              | |

Некоторые другие специфические диакритические знаки используются в МФА и в церковнославянской письменности.
Написание некоторых диакритических знаков с помощью HTML-разметки приведено в «Комбинируемых диакритических символах».

### Комментарии
1. ↑  Название «тупое ударение» — неверное.
2. ↑  Название «облегчённое ударение» — неверное.
3. ↑  В церковнославянской письменности апострофом называется не «знак препинания», а сочетание придыхания с тяжёлым ударением.
4. 1 2  В Юникоде латышские и ливские ḑ, ģ, ķ, ļ, ņ, ŗ кодируются с седилью U+0327, хотя отображается обычно запятая, следуя современным нормам латышской письменности.[3] Исторически (ещё до компьютерной стандартизации) использовалась и настоящая седиль.[4]
Также и румынские ș, ț часто[4]:10 кодируются с седилью: ş, ţ. В разных шрифтах и программах эти два знака отображаются по-разному: оба с седилью; оба с запятой; ş с седилью, а ţ с запятой; или оба с седилью по умолчанию, но оба с запятой в тексте, чей язык обозначен как румынский.